# Logaine Abdellatif
Logaine Diaa El Din Abd El Alim (en arabe : لوجين ضياء الدين عبد العليم) aussi connue sous le nom de Logaine Abdellatif (en arabe : لوجين عبد اللطيف), née le 26 août 2003, est une nageuse égyptienne.

## Carrière
Logaine Abdellatif est médaillée d'or du 200 mètres papillon et du 200 mètres quatre nages ainsi que médaillée d'argent du relais 4 x 100 mètres nage libre mixte aux Jeux africains de la jeunesse de 2018 à Alger.
Aux Jeux africains de 2019 à Casablanca, Logaine Abdellatif  remporte la médaille d'argent du relais 4 x 100 mètres nage libre ; elle est aussi sixième de la finale du 100 mètres papillon.